# Schefflera capitata
Schefflera capitata är en araliaväxtart som först beskrevs av Robert Wight och George Arnott Walker Arnott, och fick sitt nu gällande namn av Hermann August Theodor Harms. Schefflera capitata ingår i släktet Schefflera och familjen araliaväxter. Inga underarter finns listade.